# Brand der Triangle Shirtwaist Factory

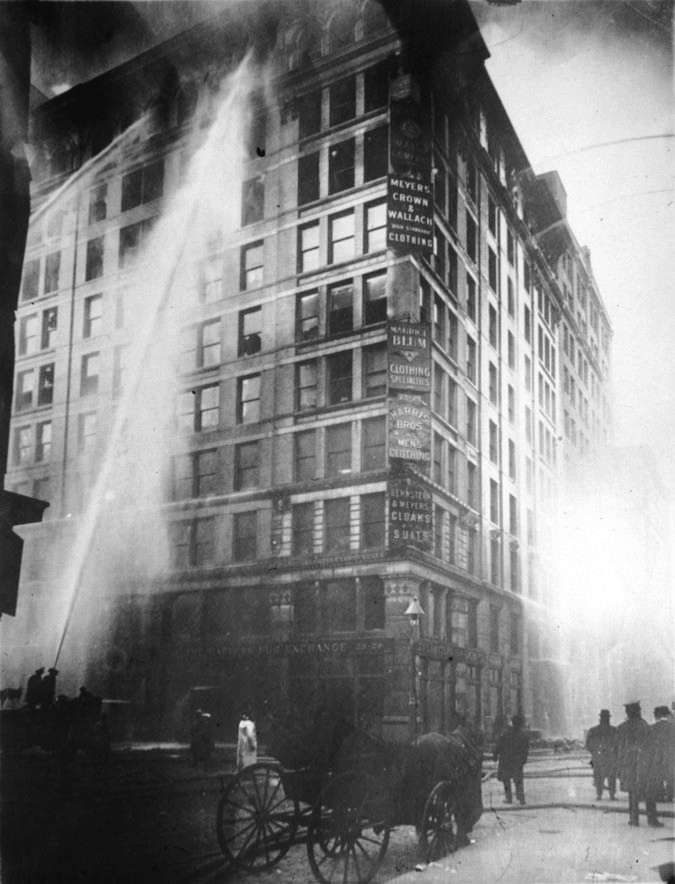
Die brennenden oberen Stockwerke am 25. März 1911

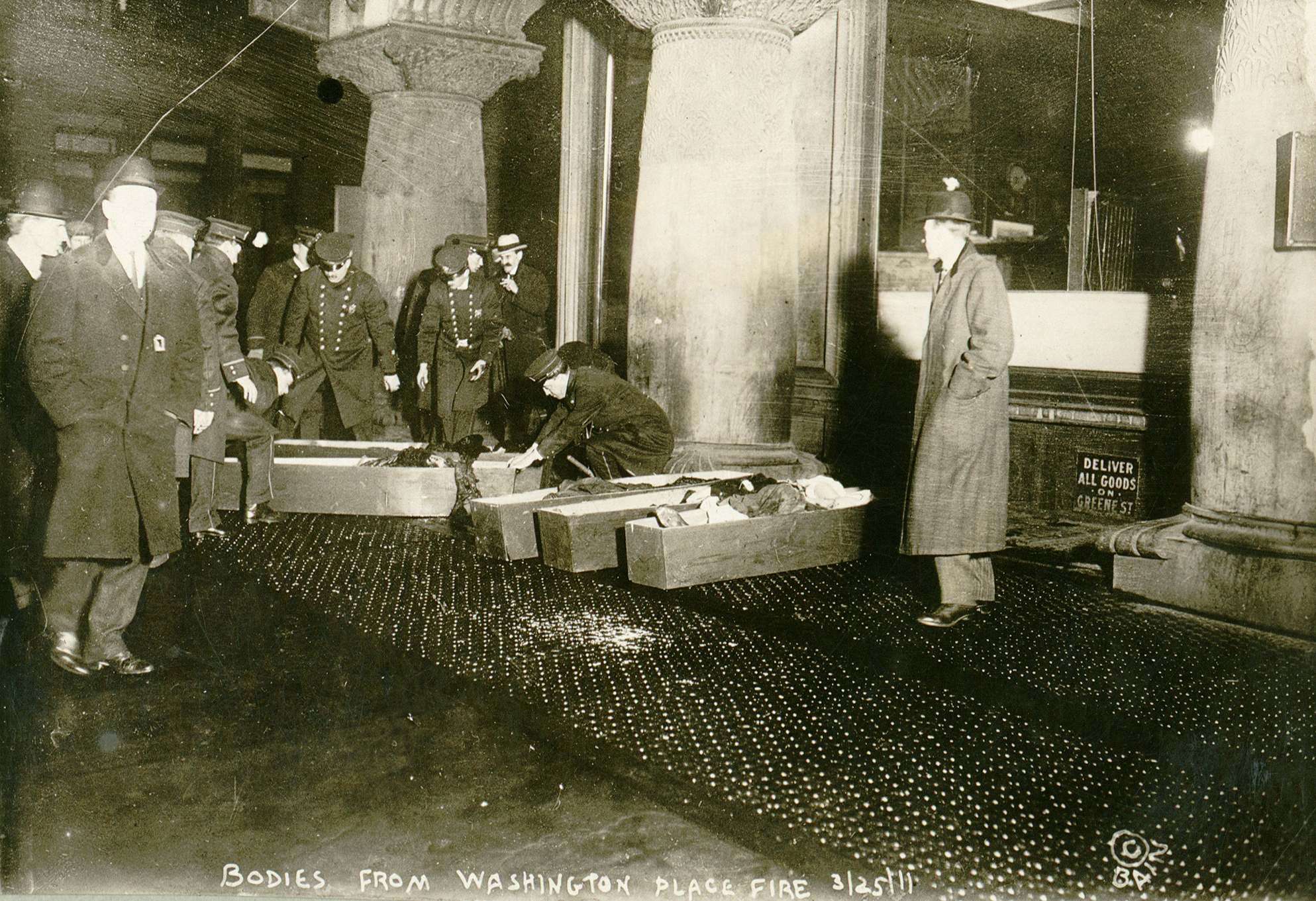
Zu Tode gestürzte Opfer

Der Brand der Triangle Shirtwaist Factory am 25. März 1911 in New York, NY, kurz auch das Triangle Fire, war eine Feuerkatastrophe, die 146 Menschen – vorwiegend minderjährige Mädchen aus Immigrantenfamilien – das Leben kostete. Ein größerer Teil der Opfer war aus den oberen Stockwerken auf die mit Schaulustigen voll besetzten Straßen gesprungen und vor den Augen der Zuschauer gestorben. Die Katastrophe ist eingehend untersucht worden und löste eine Gesetzesnovelle zur Einführung von Brand- und Arbeitsschutzbestimmungen in New York und den USA und gegen die Kinderarbeit aus.

## Hergang
Nach dem Brand des Ausflugsschiffs General Slocum im Jahre 1904 war dies die zweite große Katastrophe, die innerhalb weniger Jahre besonders Einwandererfamilien in New York traf.
Bereits 1910 waren in dieser Fabrik vier kleinere Feuer ausgebrochen und gelöscht worden. Die Besitzer bezeichneten ihre Fabrik jedoch als feuersicher, da die Gebäude vor der Katastrophe den ungenügenden Brandvorschriften in New York entsprachen.
Die Fabrik stellte Kleidungsstücke her, die von etwa 500 jungen Frauen unter 20 Jahren genäht wurden. Die Räume waren eng befüllt mit Maschinen und Arbeitsplätzen und die Ausgänge während der Arbeitszeiten abgeschlossen. Am Samstagnachmittag, dem 25. März, um 16:45 Uhr brach im 8. Stockwerk des Asch-Buildings im Greenwich Village erneut ein Feuer aus, vermutlich durch einen Zigarettenstummel, der auf einen Haufen mit Stoffresten gefallen war. Innerhalb kürzester Zeit fraß sich das Feuer von einem Stoffhaufen zum nächsten, es brach eine Panik aus. Die Mädchen konnten die verschlossenen Türen nicht öffnen und viele kamen zu Tode. Die Arbeiterinnen im 10. Stock wurden von Studenten der New York University übers Dach gerettet. Weiteren gelang die Flucht über die für 15 Personen konzipierten Aufzüge, die die verschlossenen Stockwerke erreichten, in die jedoch nur 30 Personen zugleich passten und die bald nicht mehr funktionierten. Das Feuer brannte nur eine halbe Stunde.
Die eingeschlossenen Arbeiterinnen im achten Stockwerk versuchten, den Brand zu löschen, was jedoch wegen des geringen Wasserdrucks in den Leitungen nicht funktionierte. Die Flammen schlugen auf das neunte Stockwerk über und das verschlossene Gebäude füllte sich mit Rauch. An der Innenseite des verschlossenen Haupteingangs bildete sich ein Leichenberg. Die einzige Feuertreppe, ein verrostetes altes Gerüst, brach ein. Viele der Mädchen aus dem neunten Stock sprangen aus dem Fenster und schlugen nach einem Fall über 25 Meter auf der Straße auf. Dort hatten sich Schaulustige versammelt. Die New-Yorker Feuerwehr war zwar innerhalb weniger Minuten nach der Brandmeldung zur Stelle, konnte aber trotz moderner Ausrüstung den Mädchen nicht helfen, da die längste Leiter nur bis zum 6. Stock reichte.
Nach der Katastrophe wurden 146 Leichen gefunden, einige davon saßen an ihren Arbeitsplätzen, an die sie sich aus Angst wieder gesetzt hatten, bevor sie an den Gasen erstickten.

## Folgen
In einer folgenden Gerichtsverhandlung wurden die Besitzer, Max Blanck und Isaac Harris, vom Vorwurf des Totschlags freigesprochen, da ihnen nicht nachgewiesen werden konnte, dass sie zum genauen Zeitpunkt des Brandes wussten, dass die Türen verschlossen waren. Sie richteten wenige Wochen danach in einem anderen Gebäude ein neues Unternehmen ein, in dem die Türen den neuen Vorschriften gemäß unverschlossen waren, aber mit Maschinen zugestellt wurden.
Erst in den Jahren nach dem Feuer wurden in den USA die Brandschutzbestimmungen und Sicherheitsvorschriften verschärft und ausgearbeitet. Der Wandel wurde erstaunlicherweise durch den sehr gewerkschaftsfeindlichen Chef der Tammany Hall, Charlie Francis Murphy, umgesetzt, der aufgrund seiner öffentlichkeitsscheuen Art auch „Silent Charlie“ genannt wurde. Es kam zu einer Fabrikbesichtigungswelle, bei der auch auf Kinderarbeit, schlechte sanitäre Bedingungen und unbeleuchtete Räume hin überprüft wurde.
Das heutige Gebäude an dieser Stelle heißt Brown Building und erhielt im Juli 1991 den Status einer National Historic Landmark zuerkannt.